# Roberto Mantovani
Roberto Mantovani (Parma, 25 de marzo de 1854 - París, 10 de enero de 1933), fue un violinista y geólogo italiano, hoy recordado por haber elaborado una teoría sobre la expansión de la Tierra, ahora considerada errónea, pero que en su tiempo fue precursora de los debates sobre la deriva continental.

## Biografía
Roberto Mantovani nació en la ciudad de Parma, en el entonces Ducado de Parma y Piacenza, hijo de Timoteo Mantovani, quien murió seis meses después del nacimiento de Roberto, y de Luigia Ferrari, que dirigió sus estudios. Fue ayudado en sus estudios por Pietro Bellati, un sacerdote que enseñaba en los hospicios civiles de Parma, quien lo hizo ingresar como huésped a los 11 años en la Escuela de música de Parma. Obtuvo el diploma de honor en violín en agosto de 1872 y completó la autoeducación en disciplinas científicas y el conocimiento de lenguas extranjeras. Siempre prefirió las ciencias exactas y la literatura a la música.
Después del servicio militar (1874), en 1877 salió de gira por algunas colonias francesas, y en junio de 1878 llegó a Reunión, una isla volcánica en el océano Índico al este de Madagascar. Permaneció en Saint-Denis, capital de la Reunión, donde trabajó como profesor de música y se convirtió en cónsul honorario italiano. En 1880 se casó con Anna Piet, hija de un rico farmacéutico local, de quien tuvo numerosos hijos.
La crisis económica en la isla de Reunión, que siguió a la apertura del canal de Suez, llevó a Mantovani a trasladarse primero a Mauricio (1893) y, posteriormente, desde 1899 a Saint-Servan-sur-Mer, en la Bretaña francesa. Hasta 1910, reanudó las clases de música, realizó conciertos y publicó algunas obras en las que expuso su teoría sobre la expansión de la Tierra, es decir, la hipótesis de que la Tierra se expandía debido a las leyes generales del universo, ahora considerada errónea. No se sabe qué hizo en el período comprendido entre 1910 y 1924, excepto por la publicación de un tratado sobre la técnica del violín en 1922. Se supone que regresó a Reunión en los años previos a la Primera Guerra Mundial y que permaneció allí hasta principios de la década de 1920.
En cualquier caso, en 1924 estaba en París y se convirtió en socio de la Société géologique de France tras la presentación de Pierre-Marie Termier (1859-1930) y de Paul Lemoine. Fue gracias a un artículo de Jacques Bourcart por el que la comunidad científica internacional se interesó por Mantovani. Fue citado por Wegener como autor de hipótesis similares a su propia teoría (que describe una deriva de los continentes en la superficie de un globo terrestre con un radio supuesto fijo

Mantovani en 1909 ha expuesto en un breve artículo, con auxilio de ilustraciones, algunas ideas sobre los cambios continentales que difieren en parte de la mía, pero que en algunos puntos, por ejemplo sobre el reagrupamiento de los antiguos continentes del hemisferio austral alrededor del África meridional, concuerdan sorprendentemente con ella.
Mantovani hat 1909 in einem kurzen Artikel Ideen über Kontinentverschiebungen geäußert und durch Kärtchen erläutert, die zwar zum Teil von den meinigen abweichen, an einigen Stellen aber, wie z. B. in bezug auf die ehemalige Gruppierung der Südkontinente um Südafrika, erstaunlich damit übereinstimmen.
Die Entstehung der Kontinente und Ozeane, Alfred Wegener (1929).

En 1930, Roberto Mantovani publicó su último trabajo, en francés, pero impreso en Italia, dedicado al embajador italiano en París, el conde Gaetano Manzoni. Murió en París tres años después.